# Siliștea (Brăila)
Siliștea is een Roemeense gemeente in het district Brăila.
Siliștea telt 1864 inwoners.